# هيبوليتوس غوارينونيوس
كان هيبوليتوس غوارينونيوس (18 نوفمبر 1571-31 مايو 1654) طبيبًا وموسوعيًا من ترينتو، قضى معظم حياته في هول إن تيرول. مثّل غوارينونيوس خطًا متشددًا للكاثوليكية، وكان له دورًا فعالًا في بناء كنيسة القديس تشارلز (كنيسة تشارلز) في فولدرس. كان أيضًا محرضًا على عبادة أندرياس أوكسنر المعادية للسامية.

## حياته
وُلِد غوارينونيوس في ترينت، التي كانت أسقفية قوية آنذاك. استُدعي والده، بارتولوميو غويرينيوس، ابن طبيب وحفيد صائغ، إلى فيينا بعد ولادة غوارينونيوس مباشرة، لتولي منصب طبيب في بلاط الإمبراطور ماكسيمليان الثاني، أما والدته، كاتارينا بيليغريني، كانت من عائلة ترينت الراسخة. عارض أهل والده زواجه من والدته، فكانا زوجان غير متزوجين، على الرغم من إنجابهما له، مما جعله ابنًا غير شرعي. حُلَّت المشاكل المتعلقة بحالة ولادته بأثر رجعي في عام 1618، وذلك عندما أعلن البابا بولس الخامس أن والديه قد تزوجا من بعضهما البعض. أشارت بعض التقارير المنقولة إلى عكس ذلك، ولكن هيبوليتوس غوارينونيوس نقل عن نفسه لاحقًا بأنه قضى أول 11 عامًا من حياته في فيينا حتى انتقل والده إلى براغ في عام 1583، وكان ما يزال طبيبًا في البلاط الملكي، ولكنه بدأ العمل حينها لدى إمبراطور جديد، وهو رودولف الثاني.
تلقى غوارينونيوس تعليمًا مكثفًا وتأسيسيًا في براغ كواحد من حوالي 150 طالبًا داخليًا في المدرسة اليسوعية الداخلية الثانوية في أوروبا. درس الطب بين عامي 1593 و1597 في جامعة بادوفا حيث حصل على شهادة الطب في عام 1598، وكان من الممكن أنه بدأ العمل طبيبًا في ترينت بعد تخرجه. انتقل إلى هول إن تيرول بحلول عام 1601 ثم إلى مدينة إدارية مهمة في ملكية هابسبورغ، على بعد 180 كيلومترًا (110 ميلًا) شمال ترينت. عُيِّن طبيبًا للبلدية في هول إن تيرول في عام 1601، وكان ذلك أحد أول المناصب التي استلمها هناك، وكان منصبًا عامًا. عُيِّن طبيبًا شخصيًا للأرشيدوقتين إليانور وماريا كريستينا النمساوية في عام 1607؛ وهما الشقيقتان هابسبورغ اللتان انسحبتا إلى الحياة الرهبانية في المدينة بعد انهيار زواج ماريا كريستينا من سيغيسموند باتوري.
أصيبت هول إن تيرول بالطاعون (ربما الحمى النمشية) في عامي 1611-1612، وانتقل غوارينونيوس من وسط المدينة. شجع على بناء أكواخ طبية حيث يمكن إيواء ضحايا الطاعون في ظروف صحية أكثر، مع إيلاء اهتمام خاص للتدابير الوقائية، والاهتمام بتشغيل الينابيع المعدنية وتشجيع الصحة البدنية والتمارين الرياضية. صاغ أيضًا عبارة «احترم الطبيعة والعودة إليها، والاعتدال في الجميع!».
كان تعزيز الكاثوليكية من خلال الإصلاح المضاد أحد اهتمامات غوارينونيوس. أكسبه ذلك استحسانًا في الأوساط المحافظة، ولكنه جعله أيضًا شخصية مثيرة للجدل في مجلس المدينة، وعند بعض المواطنين الآخرين، الذين رأوا بأن غوارينونيوس كان تكتيكيًا عديم الضمير. كان تعصبه أكثر من اللازم في بعض الأحيان، حتى بالنسبة لمرشديه اليسوعيين. استنكر عالم الثيوصوفيا من بلسانة، آدم هاسلماير، سلوكه للأرشيدوق ماكسيليان الثالث في عام 1611. تسبب غضب هاسلماير الشديد لغوارينونيوس بفترة عقابية يقضيها بالأعمال الشاقة كعبدٍ في سفينة جنوة، وذلك على الرغم من نجاته من هذه التجربة.
قاد غوارينونيوس بناء كنيسة القديس تشارلز (كنيسة تشارلز) في فولدرس التي بُنيَت وفقًا لتصميمه الخاص منذ عام 1620 حتى وفاته. كان مسؤولًا أيضًا عن تشييد العديد من المباني الدينية الأخرى. استمر غوارينونيوس في نشر النصوص الطبية والدينية خلال هذه الفترة.
فوَّض دانيال زينو، أسقف بريكسين، غوارينونيوس «بالتعليم المسيحي» في القرى الجبلية كواعظ كاثوليكي عادي (عالم لاهوت عادي) في عام 1628، وهكذا أصبح ما أسماه هو نفسه «اليسوعي العلماني». لم يفسر غوارينونيوس دوره على أنه دور واعظ للأخلاق والانضباط فقط، ولكن على أنه نائب فريق مكون من رجل واحد. رأى غوارينونيوس الرعونة و«الوحشية» في كل مكان نظر إليه، فكانت إدانته قاسية بلا هوادة.
عيّنه الإمبراطور فرديناند الثاني في منصب طبي شرفي بالمحكمة، بينما جعله البابا فارس الفاتيكان مع وسام غولدن سبير، ويعود سبب ذلك غالبًا إلى جهوده المضنية من أجل الصالح العام.

## العائلة
تزوج غوارينونيوس مرتين. كانت زوجته الأولى كاريتاس تالير، وأنجبت له ثمانية أطفال، من بينهم ثلاثة توائم ماتوا بعد ولادتهم بفترة وجيزة، وخضعوا لمعمودية طارئة حصل كل منهم فيها على اسم كريستينا الملحوق بإحدى الفضائل الموجودة في الآية 13 من الفصل 13 في الرسالة الأولى إلى أهل كورنثوس للرسول بولس الطرسوسي (كريستينا فيدس، كريستينا شبيس وكريستينا كاريتاس). تزوج من جديد في عام 1610 بعد عامين من وفاة زوجته الأولى. كانت زوجته الثانية هيلينا فون شبييس، وأنجبت منه ولدين آخرين.
يذكر مصدر آخر أنه كان لديه العديد من الأطفال، ولكن معظمهم ماتوا صغارًا.

## العمارة
تمثل كنيسة القديس تشارلز (كنيسة تشارلز) في فولدرس مظهرًا ماديًا دراماتيكيًا للسعي الديني لغوارينونيوس. شُيِّدت الكنيسة وفقًا لمخططاته الخاصة، ويمكن الوصول إليها اليوم بسهولة من منطقة استراحة الطريق السريع في إنّ فالي أوتوبان (باتجاه كوفشتاين). تُظهر الكنيسة، المبنية على الطراز الذي يوصف أحيانًا باسم «الباروك الفينيسي»، تألقًا شرقيًا تقريبًا، فهي واحدة من أهم المباني المقدسة في ما تبقى من تيرول النمساوية. صُمِّم مخطط الأرضية للمبنى على غرار مخطط كاتدرائية القديس بطرس في روما. موَّل غوارينونيوس بناء الكنيسة من ثروته الشخصية، وكثيرًا ما توقفت عملية البناء عندما نفد المال منه. انتهت عملية البناء فقط في 25 يوليو 1654، بعد أكثر من 34 عامًا من وضع حجر الأساس في 2 أبريل 1620.
توفي غوارينونيوس في نهاية مايو 1654، بعد فترة وجيزة من الانتهاء من بناء الكنيسة، وقبل شهرين من تكريسها الرسمي، ودُفن في كنيسة تشارلز حيث يرقد جسده تحت لوح من الرخام قبل درجات «مذبح عيد الغطاس»، مع زوجته واثنين من أبنائه.
حرض غوارينونيوس أيضًا على بناء كنيسة شتيفتسالم الصغيرة في فولديرال وكنيسة بورجيا الصغيرة في فولدرفالد (تولفس). أُحرِقت الكنيسة الصغيرة في فولدر فيلدباد عدة مرات، وبالتالي فإن الهيكل الحالي يعود فقط إلى غوارينونيوس بشكل غير مباشر.
رسم غوارينونيوس مخططًا لكنيسة صغيرة مخصصة للقديسة آنا في بومكيرشن. على الجانب الآخر من وادي إنّ.